# Cleveland Monsters
Die Cleveland Monsters sind ein US-amerikanisches Eishockeyfranchise aus der American Hockey League (AHL) und in Cleveland, Ohio beheimatet. Die Organisation, das zuvor unter dem Namen Lake Erie Monsters firmierte, ist dort seit Sommer 2007 angesiedelt und spielte bis 2005 unter dem Namen Utah Grizzlies in Salt Lake City, Utah.
Das Team fungiert seit der Saison 2015/16 als Farmteam der Columbus Blue Jackets aus der National Hockey League.

## Geschichte
Das Franchise wurde 1994 als Denver Grizzlies gegründet und spielte in der International Hockey League (IHL). Nach nur einem Jahr siedelte das Team nach Salt Lake City um und spielte unter dem Namen Utah Grizzlies. Nachdem die IHL im Sommer 2001 aufgelöst worden war, wechselte das Franchise in die AHL. 2005 stellte das Team den Spielbetrieb ein.
2006 kaufte Dan Gilbert, der Besitzer der NBA-Mannschaft Cleveland Cavaliers, das Team und siedelte es nach Cleveland, Ohio um. Benannt wurde die Mannschaft nach dem Seeungeheuer Bessie, dass nach einer Geschichte im Lake Erie leben soll. Im Dezember 2006 einigten sich die Monsters mit der Colorado Avalanche aus der National Hockey League auf eine Zusammenarbeit; das Team fungiert seitdem als so genanntes Farmteam des NHL-Klubs. Am 7. Mai 2007 wurde Joe Sacco als erster Cheftrainer der Monsters vorgestellt. Ihr erstes Ligaspiel bestritten die Lake Erie Monsters am 6. Oktober 2007 gegen die Grand Rapids Griffins.
Nach zwei Spielzeiten wurde Sacco zum Cheftrainer der Avalanche ernannt, den Posten als Trainer der Monsters übernahm David Quinn. Im November 2010 einigten sich die Monsters und die Colorado Avalanche auf eine mehrjährige Verlängerung ihres Engagements. Unter Quinn qualifizierten sich die Lake Erie Monsters in der AHL-Saison 2010/11 erstmals in ihrer Geschichte für die Play-offs. Dort unterlagen sie in der ersten Runde den Manitoba Moose.
Im Sommer 2012 wurde David Quinn zu Colorados Assistenztrainer unter Joe Sacco ernannt, woraufhin Dean Chynoweth als neuer Cheftrainer der Monsters vorgestellt wurde.
Nach acht Spielzeiten als Farmteam der Avalanche, in denen die Mannschaft einmal die Play-offs erreichte, wechselten die Lake Erie Monsters ihren NHL-Kooperationspartner. Seit der Saison 2015/16 fungiert Lake Erie als Farmteam der Columbus Blue Jackets, die ebenfalls in Ohio angesiedelt sind. Am Ende der Saison 2015/16 gewannen die Monsters ihren ersten Calder Cup der Franchise-Geschichte. Wenig später, im August 2016, gab das Team bekannt, von nun an unter dem Namen Cleveland Monsters zu firmieren.

## Erfolge und Ehrungen

### Vereinsrekorde

#### Karriere
|                           | Name            | Anzahl                      |
| Meiste Spiele             | Cameron Gaunce  | 264 (in vier Spielzeiten)   |
| Meiste Tore               | Andrew Agozzino | 67                          |
| Meiste Vorlagen           | Andrew Agozzino | 98                          |
| Meiste Punkte             | Andrew Agozzino | 165 (67 Tore + 98 Vorlagen) |
| Meiste Strafminuten       | Daniel Maggio   | 522                         |
| Meiste Siege als Torhüter | Calvin Pickard  | 60                          |
| Meiste Shutouts           | Tyler Weiman    | 13                          |

Stand nach der Saison 2017/18

#### Saison
|                           | Name                     | Anzahl                                                | Saison          |
| Meiste Tore               | Andrew Agozzino          | 30                                                    | 2014/15         |
| Meiste Vorlagen           | T. J. Hensick            | 50                                                    | 2009/10         |
| Meiste Punkte             | T. J. Hensick Ben Walter | 70 (20 Tore + 50 Vorlagen) 70 (23 Tore + 47 Vorlagen) | 2009/10 2010/11 |
| Meiste Strafminuten       | Daniel Maggio            | 215                                                   | 2014/15         |
| Meiste Siege als Torhüter | Anton Forsberg           | 27                                                    | 2016/17         |

## Saisonstatistiken
Abkürzungen: GP = Spiele, W = Siege, L = Niederlagen, OTL = Niederlagen nach Overtime, SOL = Niederlagen nach Shootout, Pts = Punkte, GF = Erzielte Tore, GA = Gegentore, PIM = Strafminuten
| Saison  | GP  | W   | L   | OTL | SOL | Pts | GF   | GA   | Platz                | Playoffs |
| 2007/08 | 80  | 26  | 41  | 6   | 7   | 65  | 209  | 276  | 6., North Division   | nicht qualifiziert |
| 2008/09 | 80  | 34  | 38  | 3   | 5   | 76  | 199  | 218  | 6., North Division   | nicht qualifiziert |
| 2009/10 | 80  | 34  | 37  | 1   | 8   | 77  | 234  | 257  | 6., North Division   | nicht qualifiziert |
| 2010/11 | 80  | 44  | 28  | 3   | 5   | 96  | 223  | 206  | 2., North Division   | Niederlage im Conference-Viertelfinale, 3:4 (Manitoba) |
| 2011/12 | 76  | 37  | 29  | 3   | 7   | 84  | 189  | 210  | 3., North Division   | nicht qualifiziert |
| 2012/13 | 76  | 35  | 31  | 3   | 7   | 80  | 211  | 220  | 3., North Division   | nicht qualifiziert |
| 2013/14 | 76  | 32  | 33  | 1   | 10  | 75  | 197  | 232  | 4., North Division   | nicht qualifiziert |
| 2014/15 | 76  | 35  | 29  | 8   | 4   | 82  | 211  | 240  | 4., Midwest Division | nicht qualifiziert |
| 2015/16 | 76  | 43  | 22  | 6   | 5   | 97  | 211  | 188  | 2., Central Division | Sieg im Conference-Viertelfinale, 3:0 (Rockford) Sieg im Conference-Halbfinale, 4:2 (Grand Rapids) Sieg im Conference-Finale, 4:0 (Ontario) Sieg im Calder-Cup-Finale, 4:0 (Hershey) |
| Gesamt  | 700 | 320 | 288 | 34  | 58  | 732 | 1884 | 2047 |                      | 2 Playoff-Teilnahmen 5 Serien: 4 Siege, 1 Niederlage 24 Spiele: 18 Siege, 6 Niederlagen                                                                                              |